# Svarttjärnen (Lits socken, Jämtland, 700915-147095)
Svarttjärnen är en sjö i Östersunds kommun i Jämtland och ingår i Indalsälvens huvudavrinningsområde.